# Al-Mak-Nimr-Brücke
Die al-Mak-Nimr-Brücke (arabisch كوبرى المك نمر Kubri al-Mak Nimr) ist eine Straßenbrücke bei Khartum in Sudan. Sie ist – wie die gleichnamige Straße – nach dem letzten König (Mak) Nimr von Shendi benannt. Die 1165,5 m lange Plattenbalkenbrücke hat einen Überbau in Stahlverbundbauweise, der in der 80 Meter breiten Hauptöffnung von Schrägseilen getragen wird.
Die zwischen 2005 und 2007 erbaute Brücke verbindet Karthum über den Blauen Nil mit al-Chartum Bahri und dient der Entlastung der bereits bestehenden Brücken über den Nil. Die Brücke liegt in unmittelbarer Nähe des Präsidentenpalastes, an der Kreuzung der Nil-Straße mit der al-Mak-Nimr-Straße. Sie bietet Platz für zwei zweispurige Richtungsfahrbahnen und zwei jeweils 1,5 Meter breite Fußgängerbereiche. Die Hauptbrücke hat eine Länge 642,50 Metern und eine Breite von 22 Metern, dazu kommen Vorlandbrücken mit einer Gesamtlänge von 523 Metern.
Die Brücke wurde vom Ministerium für öffentliche Arbeiten des Bundesstaates al-Chartum in Auftrag gegeben. Die Tragwerksplanung wurde von der Schüßler-Plan Ingenieurgesellschaft mbH übernommen und die Bauausführung vom türkischen Unternehmen Yapı Merkezi.
Baubeginn der Brücke war am 16. August 2005. Zuerst wurde die mit Bohrpfählen fundierten Pfeiler ausgeführt, wobei diese Arbeiten vor der Nilschwemme ausgeführt werden mussten. Danach wurde der aus zwei stählernen Vollwandträgern bestehende Überbau im Taktschiebeverfahren erstellt und von Norden über die Pfeiler geschoben. In der Hauptöffnung wurde ein provisorischer Stahlpfeiler errichtet, der verhinderte, dass das auskragende Brückendeck zu stark durchhängt. Anschließend wurde die Betonfahrbahnplatte aufgebracht, welche mit Kopfbolzendübeln mit dem stählernen Teil des Überbaus verbunden ist. Zum Schluss wurden noch die Pylone mit den Kabeln errichtet, so dass die al-Mak-Nimr-Brücke am 29. Oktober 2007 eröffnet werden konnte.